# Hermengild Li Yi

Wappen von Hermengild Li Yi

Hermengild Li Yi OFM (李毅) (* 11. November 1923; † 24. Mai 2012) war ein chinesischer Ordensgeistlicher und Untergrundbischof von Changzhi in Lu’an (潞安). Er verbrachte 20 Jahre in kommunistischer Haft und galt als Vorbild des chinesischen Klerus.

## Leben
Li Yi empfing nach seiner theologischen und philosophischen Ausbildung am 6. Februar 1949 die Priesterweihe. Er war als Seelsorger tätig, unter anderem für die Migranten aus Nordchina in Wangde und als Priester in Changzhi. Von 1951 bis 1955 absolvierte er ein Geschichtsstudium an der Tianjin-Universität. Mit Beginn der Kulturrevolution 1966 wurde er von den kommunistischen Machthabern unter Arrest gestellt und kam erst 1985 wieder auf freien Fuß.
1998 wurde Hermengild Li Yi zum Bischof des nordchinesischen Bistums Changzhi bestellt. Er war der papsttreuen, vom chinesischen Staat nicht anerkannten Untergrundkirche, zugehörig.